# Transat Jacques-Vabre 1999
Navigation
1997 2001
La Transat Jacques-Vabre 1999 est la quatrième édition de la Transat Jacques-Vabre. Le départ fut donné le 16 octobre 1999 pour les monocoques, le lendemain pour les multicoques.
Cette édition est marquée par la disparition du navigateur Paul Vatine tombé par-dessus bord au cours d'une importante tempête, les recherches menées par le duo Marc Guillemot - Jean-Luc Nélias resteront infructueuses.

## Type de bateau
Trois types de bateaux sont admis à participer :
- Des voiliers monocoques d'une longueur comprise entre 59 et 60 pieds, c'est-à-dire d'environ 18 mètres. Ces bateaux doivent répondre aux règles de la classe des 60 pieds IMOCA.
- Des voiliers monocoques dont la longueur est de 50 pieds soit 15,24 m. Ces bateaux doivent répondre aux règles de la classe 2.
- Des voiliers multicoque dont la longueur est de 60 pieds soit 18,28 m. Ces bateaux doivent répondre aux règles de la classe ORMA.

## Parcours
Le parcours relie cette année Le Havre à Carthagene, les monocoques effectuent un parcours de 4420 milles entre les deux villes en devant effectuer un passage obligatoire par Saint-Barthélemy, tandis que les multicoques doivent eux parcourir 5520 milles avec un parcours intégrant un passage par l'île de la Barbade, l'île du Pain de Sucre puis l'île de San Andrès.
Les concurrents sont tenus de respecter le dispositif de séparation du trafic (DST) entre le cap Finisterre et les îles Canaries. 

## Participants
20 bateaux sont inscrits pour la course (8 ORMA,10 IMOCA et 2 Classe 2).

### ORMA[3]
| Classe ORMA (8 inscrits) | Classe ORMA (8 inscrits) | Classe ORMA (8 inscrits) | Classe ORMA (8 inscrits) | Classe ORMA (8 inscrits) | Classe ORMA (8 inscrits) | Classe ORMA (8 inscrits)                                                                                | Classe ORMA (8 inscrits)                                                                                |
| Concurrents              | Concurrents              | Concurrents              | Concurrents              | Bateau                   | Bateau                   | Classement                                                                                              | Arrivée                                                                                                 |
| Skipper 1                | Nationalité              | Skipper 2                | Nationalité              | Nom du bateau            | Lancement                | Général                                                                                                 | Temps                                                                                                   |
| ------------------------ | ------------------------ | ------------------------ | ------------------------ | ------------------------ | ------------------------ | --- | --- |
| Franck Proffit           | France                   | Loïc Peyron              | France                   | Fujicolor II             | 1990                     | 1er | 15 jours, 2 heures et 8 minutes                                                                         |
| Franck Cammas            | France                   | Steve Ravussin           | Suisse                   | Groupama                 | 1998                     | 2e | 15 jours, 17 heures et 7 minutes                                                                        |
| Laurent Bourgnon         | Suisse                   | Yvan Bourgnon            | Suisse                   | Foncia                   | 1990                     | 3e | 15 jours, 19 heures et 26 minutes                                                                       |
| Jacques Caraës           | France                   | Lalou Roucayrol          | France                   | Banque Populaire         | 1994                     | 4e | 17 jours, 21 heures et 16 minutes                                                                       |
| Alain Gautier            | France                   | Michel Desjoyeaux        | France                   | Brocéliande              | 1997                     | Abandon à la suite d'un chavirage                                                                       | Abandon à la suite d'un chavirage                                                                       |
| Jean-Luc Nélias          | France                   | Marc Guillemot           | France                   | Biscuits La Trinitaine   | 1998                     | Abandon à la suite d'une dérive cassée, l'équipage participa tout de même aux recherches de Paul Vatine | Abandon à la suite d'une dérive cassée, l'équipage participa tout de même aux recherches de Paul Vatine |
| Jean Maurel              | France                   | Paul Vatine              | France                   | Groupe André             | 1994                     | Abandon à la suite d'un chavirage entraînant la disparition de Paul Vatine                              | Abandon à la suite d'un chavirage entraînant la disparition de Paul Vatine                              |
| Hervé Cléris             | France                   | Ronan Delacou            | France                   | Envergure                | N/C                      | Abandon                                                                                                 | Abandon                                                                                                 |

### IMOCA[4]
| Classe IMOCA (10 inscrits) | Classe IMOCA (10 inscrits) | Classe IMOCA (10 inscrits) | Classe IMOCA (10 inscrits) | Classe IMOCA (10 inscrits) | Classe IMOCA (10 inscrits) | Classe IMOCA (10 inscrits)              | Classe IMOCA (10 inscrits)              |
| Concurrents                | Concurrents                | Concurrents                | Concurrents                | Bateau                     | Bateau                     | Classement                              | Arrivée                                 |
| Skipper 1                  | Nationalité                | Skipper 2                  | Nationalité                | Nom du bateau              | Lancement                  | Général                                 | Temps                                   |
| -------------------------- | -------------------------- | -------------------------- | -------------------------- | -------------------------- | -------------------------- | --------------------------------------- | --------------------------------------- |
| Hervé Jan                  | France                     | Thomas Coville             | France                     | Sodebo                     | 1998                       | 1er                                     | 19 jours, 17 heures et 31 minutes       |
| Catherine Chabaud          | France                     | Luc Bartissol              | France                     | Whirlpool                  | 1998                       | 2e                                      | 19 jours, 18 heures et 41 minutes       |
| Edward Danby               | Royaume-Uni                | Mike Golding               | Royaume-Uni                | Team Group 4               | 1997                       | 3e                                      | 19 jours, 19 heures et 3 minutes        |
| Jean Le Cam                | France                     | Roland Jourdain            | France                     | Sill Entreprise            | 1998                       | 4e                                      | 19 jours, 19 heures et 21 minutes       |
| Bernard Mallaret           | France                     | Marc Thiercelin            | France                     | Somewhere                  | 1998                       | 5e                                      | 20 jours, 4 heures et 16 minutes        |
| Yves Parlier               | France                     | Ellen MacArthur            | Royaume-Uni                | Aquitaine Innovations      | 1996                       | 6e                                      | 21 jours, 5 heures et 25 minutes        |
| Alex Thomson               | Royaume-Uni                | Josh Hall                  | Royaume-Uni                | Gartmore                   | 1998                       | 7e                                      | 23 jours, 1 heure et 37 minutes         |
| Hervé Laurent              | France                     | Loïc Etevenard             | France                     | Défi 14 PME                | N/C                        | Abandon                                 | Abandon                                 |
| Guido Broggi               | Italie                     | Bruno Laurent              | France                     | Fila                       | 1997                       | Abandon                                 | Abandon                                 |
| Christian Gasperin         | France                     | Xavier Lecoeur             | France                     | Geb                        | 1990                       | Abandon à cause d'un problème de quille | Abandon à cause d'un problème de quille |

### Classe 2[5]
| Classe 2 (2 inscrits) | Classe 2 (2 inscrits) | Classe 2 (2 inscrits) | Classe 2 (2 inscrits) | Classe 2 (2 inscrits) | Classe 2 (2 inscrits) | Classe 2 (2 inscrits) | Classe 2 (2 inscrits)            |
| Concurrents           | Concurrents           | Concurrents           | Concurrents           | Bateau                | Bateau                | Classement            | Arrivée                          |
| Skipper 1             | Nationalité           | Skipper 2             | Nationalité           | Nom du bateau         | Lancement             | Général               | Temps                            |
| --------------------- | --------------------- | --------------------- | --------------------- | --------------------- | --------------------- | --------------------- | -------------------------------- |
| Emma Richards         | Royaume-Uni           | Miranda Merron        | Royaume-Uni           | Pindar                | 1996                  | 1er                   | 25 jours, 7 heures et 54 minutes |
| Franco Fineschi       | Belgique              | Michael Fineschi      | Belgique              | Spirit of Race        | 1999                  | 2e                    | 27 jours et 6 heures             |